# Pseudoconizonia basalis
Pseudoconizonia basalis är en skalbaggsart som först beskrevs av Charles Joseph Gahan 1890.  Pseudoconizonia basalis ingår i släktet Pseudoconizonia och familjen långhorningar. Inga underarter finns listade i Catalogue of Life.